# Manoir du Bâtiment
Le manoir du Bâtiment est un manoir situé au Tronquay, dans le département de l'Eure en Normandie. L'édifice fait l'objet d'un inventaire au patrimoine culturel réalisé en 1968 .

## Localisation
Le manoir du Bâtiment se situe sur le territoire de la commune du Tronquay, dans le nord-est du département de l'Eure. Il est situé au Bâtiment, hameau au sud-ouest du territoire communal, près des hameaux de la Grand-Fray et des Brûlins.

## Historique
Le manoir est un édifice figurant sur un plan du XVIIIe siècle et appartenant à cette époque à la famille de Limoges, dont deux membres furent abbés de l'Isle-Dieu.

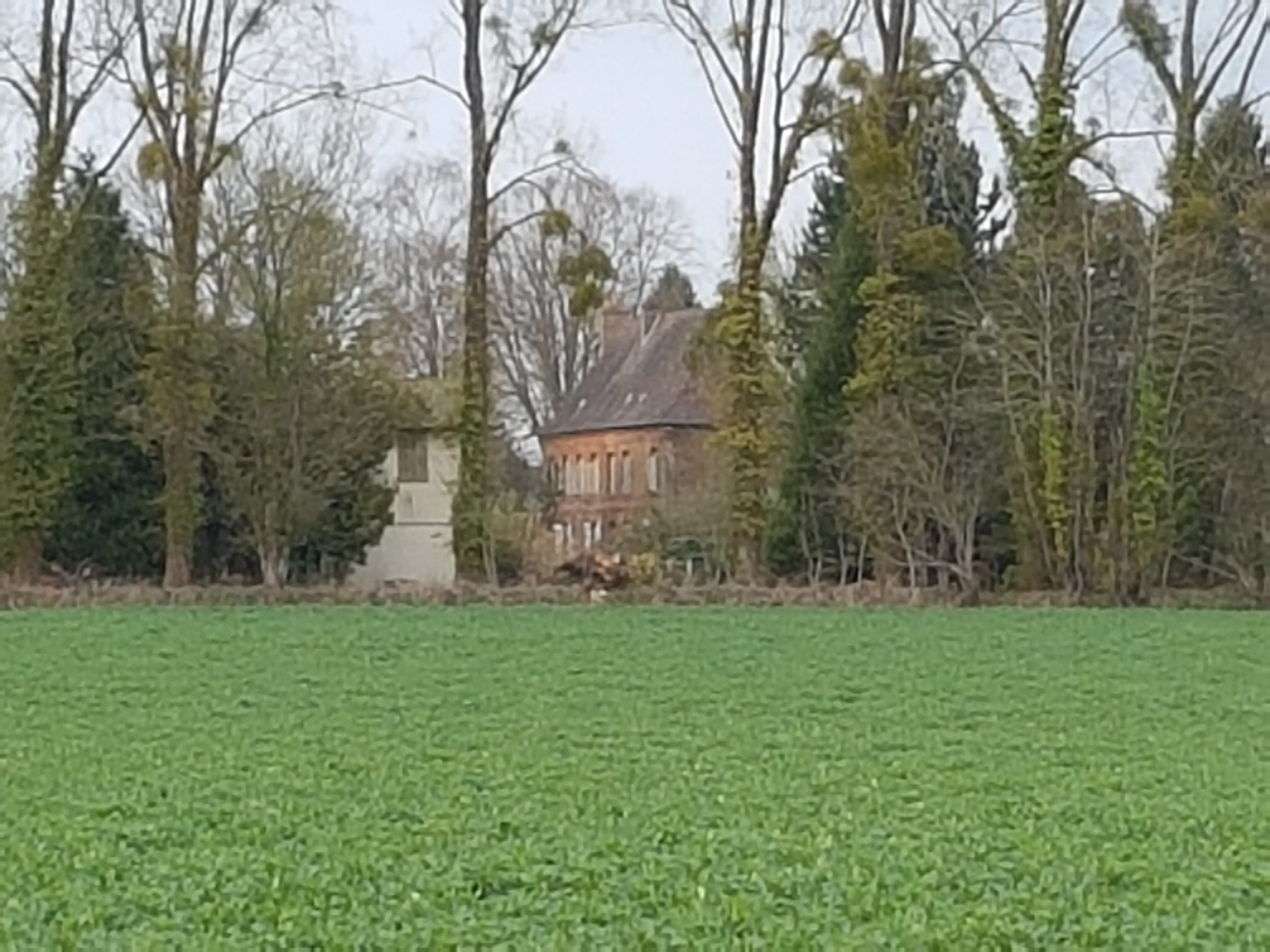
Manoir du Bâtiment, Le Tronquay, Eure. Photo prise le 1 avril 2018.

## Architecture
Situé dans la plaine, le Bâtiment se compose d'un ensemble de bâtiments autour d'une grande cour rectangulaire, entourée d'un alignement d'arbres et de fossés clôturant le site. L'entrée se fait par l'ouest.
Au nord se trouve la charretterie. Le logis de plan rectangulaire se trouve en partie centrale, sur le côté est. Il comporte un rez-de-chaussée, un étage carré et un comble à surcroit. Au sud du logis se trouve la grange. L'angle sud-est est marqué par la présence d'une mare. Le bâtiment au sud pourrait être un ancien pressoir.

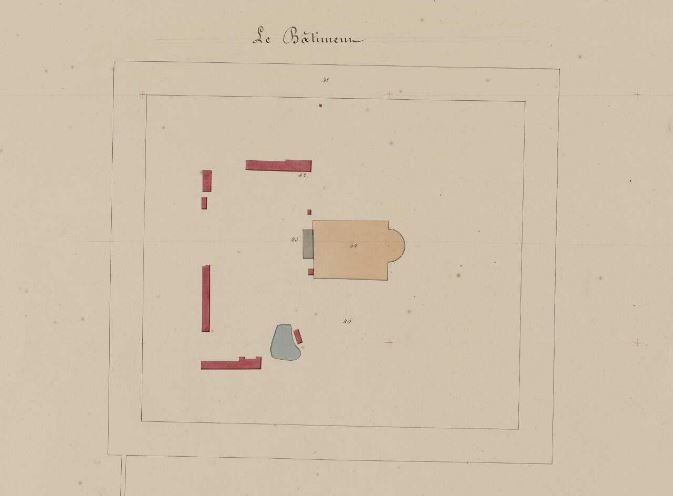
Cadastre de 1847 représentant Le Bâtiment.
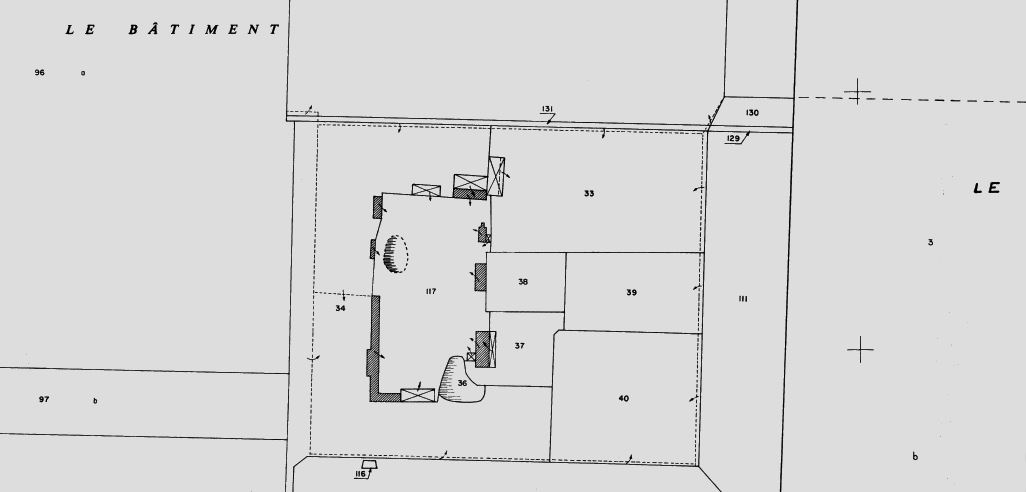
Cadastre de 1847, révisé en 1954 et mis à jour en 1989 représentant Le Bâtiment.
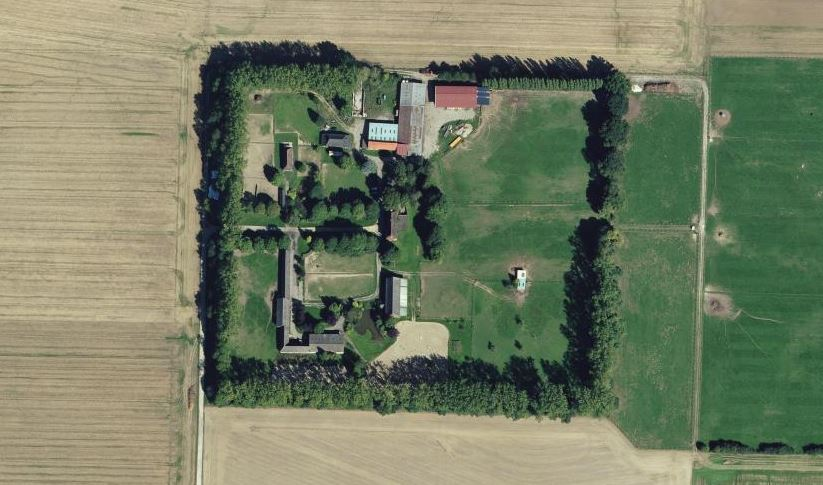
Vue aérienne.